# Miami PanAm International 2002
Die Miami PanAm International 2002 im Badminton fanden vom 1. bis zum 3. November 2002 in Miami Lakes statt.

## Sieger und Platzierte
| Disziplin    | Gold                              | Silber                              | Bronze                          |
| ------------ | --------------------------------- | ----------------------------------- | ------------------------------- |
| Herreneinzel | Tjitte Weistra                    | Khankham Malaythong                 | Sam Smith                       |
| Herreneinzel | Tjitte Weistra                    | Khankham Malaythong                 | Rodrigo Pacheco                 |
| Dameneinzel  | Jody Patrick                      | Denyse Julien                       | Meiluawati                      |
| Dameneinzel  | Jody Patrick                      | Denyse Julien                       | Lorena Blanco                   |
| Herrendoppel | Tony Gunawan Khankham Malaythong  | Philippe Bourret Alexandre Tremblay | Mathew Fogarty Dean Schoppe     |
| Herrendoppel | Tony Gunawan Khankham Malaythong  | Philippe Bourret Alexandre Tremblay | Mike Chansawangpuvana Eric Go   |
| Damendoppel  | Denyse Julien Florence Lavoie     | Amélie Felx Valérie Loker           | Sandra Jimeno Doriana Rivera    |
| Damendoppel  | Denyse Julien Florence Lavoie     | Amélie Felx Valérie Loker           | Mesinee Mangkalakiri Meiluawati |
| Mixed        | Tony Gunawan Mesinee Mangkalakiri | Philippe Bourret Denyse Julien      | Tjitte Weistra Doriana Rivera   |
| Mixed        | Tony Gunawan Mesinee Mangkalakiri | Philippe Bourret Denyse Julien      | Andrés Corpancho Valeria Rivero |